# Loi urbanisme et habitat
Pour les articles homonymes, voir Loi Robien et SAE.
La loi de Robien sur l'urbanisme et l'habitat est une loi du 2 juillet 2003 remaniant fortement la loi SRU.
Elle est également appelée loi sur la Sécurité des ascenseurs existants (ou loi SAE) du fait des dispositions de ses articles 78 à 81.

## Pour approfondir